# Vũ Chấn
Vũ Chấn là một xã thuộc huyện Võ Nhai, tỉnh Thái Nguyên, Việt Nam.

## Địa lý
Xã Vũ Chấn nằm gần trung tâm huyện Võ Nhai, có vị trí địa lý:
- Phía đông giáp xã Nghinh Tường và xã Phú Thượng
- Phía tây giáp xã Thượng Nung
- Phía nam giáp xã Cúc Đường và xã Lâu Thượng
- Phía bắc giáp xã Nghinh Tường và xã Sảng Mộc.

Xã Vũ Chấn có diện tích 47,80 km², dân số năm 1999 là 2.338 người, mật độ dân số đạt 49 người/km².
Địa bàn xã Vũ Chấn thuộc lưu vực của sông Nghinh Tường. Gần 100% dân số của xã là dân tộc ít người với 6 dân tộc, đa số là dân tộc Tày và Dao. 

## Lịch sử
Sau năm 1975, Vũ Chấn là một xã thuộc huyện Võ Nhai.
Đến năm 2019, xã Vũ Chấn được chia thành 10 xóm: Na Mấy, Đồng Đình, Na Rang, Khe Rạc, Cao Sơn, Na Đồng, Khe Rịa, Na Cà, Khe Cái, Khèn Nọi.
Ngày 11 tháng 12 năm 2019, sáp nhập một phần diện tích và dân số của hai xóm Khe Nọi và Na Cà vào xóm Khe Cái, sáp nhập phần còn lại của xóm Khe Nọi vào phần còn lại của xóm Na Cà.

## Hành chính
Xã Vũ Chấn được chia thành 9 xóm: Cao Sơn, Đồng Đình, Khe Cái, Khe Rạc, Khe Rịa, Na Cà, Na Đồng, Na Mấy, Na Rang.